# 아네사키정
아네사키정(姉崎町)은 지바현 이치하라군 중앙부의 지바지역에 위치했던  정이다. 현재의 이치하라시 북서부에 해당한다.

## 개요
1889년 정촌제 시행과 함께 쓰루마키촌으로 성립했으며, 1891년 정으로 승격하면서 아네사키정으로 개칭되었다. 쇼와의 대합병으로 폐지되어 이치하라시의 일부가 되었다
옛 마을 지역은 이치하라 시청 아자키 지소의 관할 구역, 후일 일부는 이치하라 시청 유슈 지소의 관할 구역이 되어 아자키 지구 및 유슈 지구로 불리고 있다. 

## 역사
- 1889년 4월 1일 - 정촌제 시행에 의해 이치하라군 쓰루마키촌이 성립하였다.
- 1891년 6월 1일 - 정으로 승객 개칭해 아네사키정이 되었다.
- 1963년 5월 1일 - 고이정, 산와정, 이치하라정, 시즈정과 합병해 이치하라시가 되어 소멸하였다.

## 교통

### 철도
- 일본국유철도 (→ 동일본 여객철도)
  - 우치보선